# Contemplação

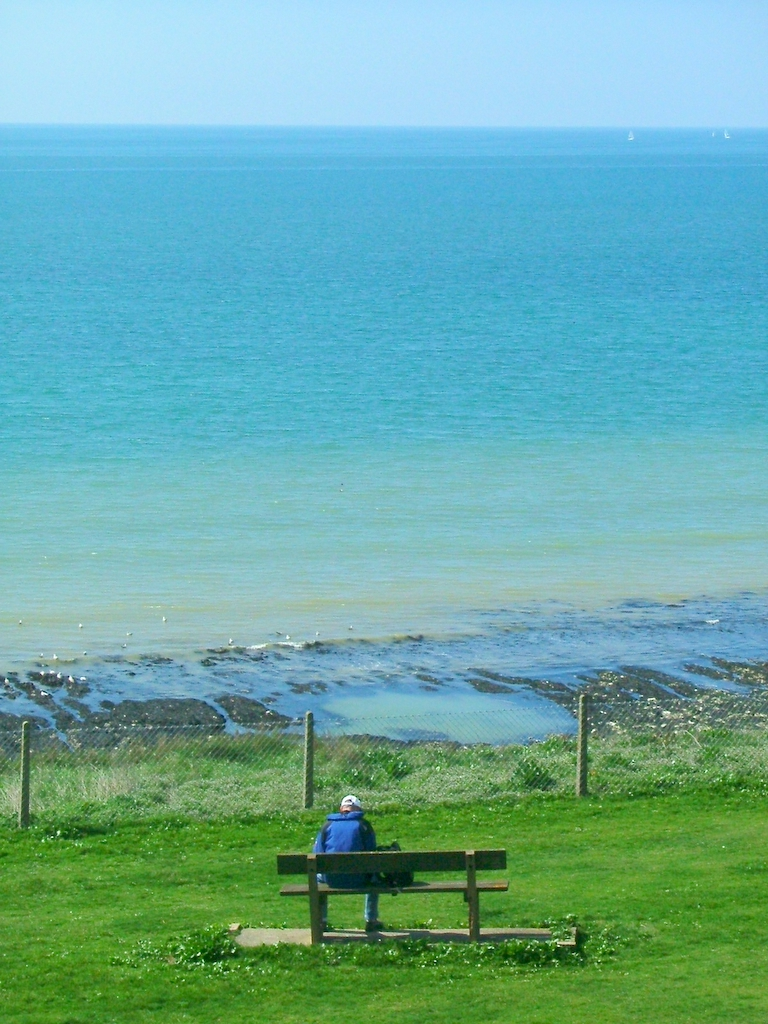
Uma pessoa contemplando o mar

Num contexto coloquial, contemplação significa "admirar e pensar sobre alguma coisa". Num contexto místico-religioso, significa alcançar Deus através da vivência pessoal e não meramente através de um processo discursivo.

## Etimologia
A palavra em si deriva do termo latino "contemplatio" e sua raiz é a mesma do termo "templum", um pedaço de terra destinado aos auspícios ou um edifício de adoração. Esta raiz, por sua vez, deriva ou da base proto-indo-europeia *tem- ("cortar") - um lugar "recortado para" - ou da base *temp- ("estender"), uma referência ao espaço livre à frente do altar. "Contemplatio" foi utilizado para traduzir a palavra grega θεωρία (theoria).

## Cristianismo

### Ortodoxia
No cristianismo ortodoxo, contemplação (theoria) significa, literalmente, ver Deus ou ter uma visão de Deus. A ação de fitar Deus - de se unir com Ele - é chamada de theoria. O processo de theosis, que leva à theoria, é praticado na tradição asceta do hesicasmo, que significa reconciliar o coração e a mente numa única coisa (nous). João Clímaco, em sua "Escada da Divina Ascensão", tratou da theosis como o processo de mudança do velho homem pecaminoso para o recém-nascido em Deus.
O significado disto tudo é que, uma vez que alguém esteja na presença de Deus e seja deificado por ele, então pode começar a compreender adequadamente ("contemplar") Deus. Esta forma de contemplação significa "ter" e "experimentar" algo ao invés de compreender uma teoria através da razão ou do raciocínio (veja gnosis). Se através do raciocínio se usa a lógica para compreender, com Deus se faz o inverso (veja teologia apofática).

### Ocidente
No cristianismo ocidental, a contemplação se relaciona geralmente com o misticismo de teólogos como Santa Teresa de Ávila e São João da Cruz, além de Margery Kempe, Augustine Baker e Thomas Merton. Dom Cuthbert Butler lembra que "contemplação" era um termo utilizado na Igreja Latina para fazer referência ao misticismo, e misticismo é uma palavra bastante moderna.

## Contemplação emeditação
No cristianismo, a contemplação se refere a um pensamento limpo direcionado à realização da presença de Deus como algo real. A meditação, por outro lado, foi, por muitos séculos, especialmente no ocidente, referida como exercícios ativos, como visualizações de cenas bíblicas ou a lectio divina - a prática de ler a Bíblia vagarosamente, pensadamente, "degustando" cada versículo.